# 馮敬 (天順進士)
馮敬（1428年—？），字子欽，直隸大名府元城縣人，明朝政治人物。進士出身。

## 生平
順天府鄉試第七名。天順元年（1457年）丁丑科會試第二百三十四名，殿試登進士第二甲第七十九名。成化五年任湖广德安府知府，六年八月被巡抚奏罷。

## 家族
曾祖父馮士中。祖父馮義美。父亲馮海。